# رولاند أغيلار
رولاند أغيلار (بالإسبانية: Rolando Aguilar)‏ هو كاتب سيناريو مكسيكي، ولد في 11 أكتوبر 1903 في سان ميغيل دي الليندي في المكسيك، وتوفي في 1984 في مدينة مكسيكو في المكسيك.

## وصلات خارجية
- رولاند أغيلار على موقع IMDb (الإنجليزية)
- رولاند أغيلار على موقع قاعدة بيانات الفيلم (الإنجليزية)